# Actinote eulalia
Actinote eulalia är en fjärilsart som beskrevs av Müller 1878. Actinote eulalia ingår i släktet Actinote och familjen praktfjärilar. Inga underarter finns listade i Catalogue of Life.